# Lauro D'Ávila
Benedito Lauro D'Ávila foi um radialista brasileiro, e é conhecido por compor a letra do Hino Corinthians, batizado inicialmente de "Campeão dos campeões".
Lauro D'Ávila foi muito elogiado na época por sua letra brilhante que retratava bem o Corinthians. Quando foi sondado pelo Palmeiras para compor o hino do clube, Lauro D'Ávila se recusou alegando não conseguir definir o time, pois não lhe causara emoção alguma. 